# William Jay Gaynor
William Jay Gaynor, född 2 februari 1849 i Oriskany, New York, död 10 september 1913, var en amerikansk politiker (demokrat). Han var New Yorks borgmästare från 1910 fram till sin död.